# La Mano

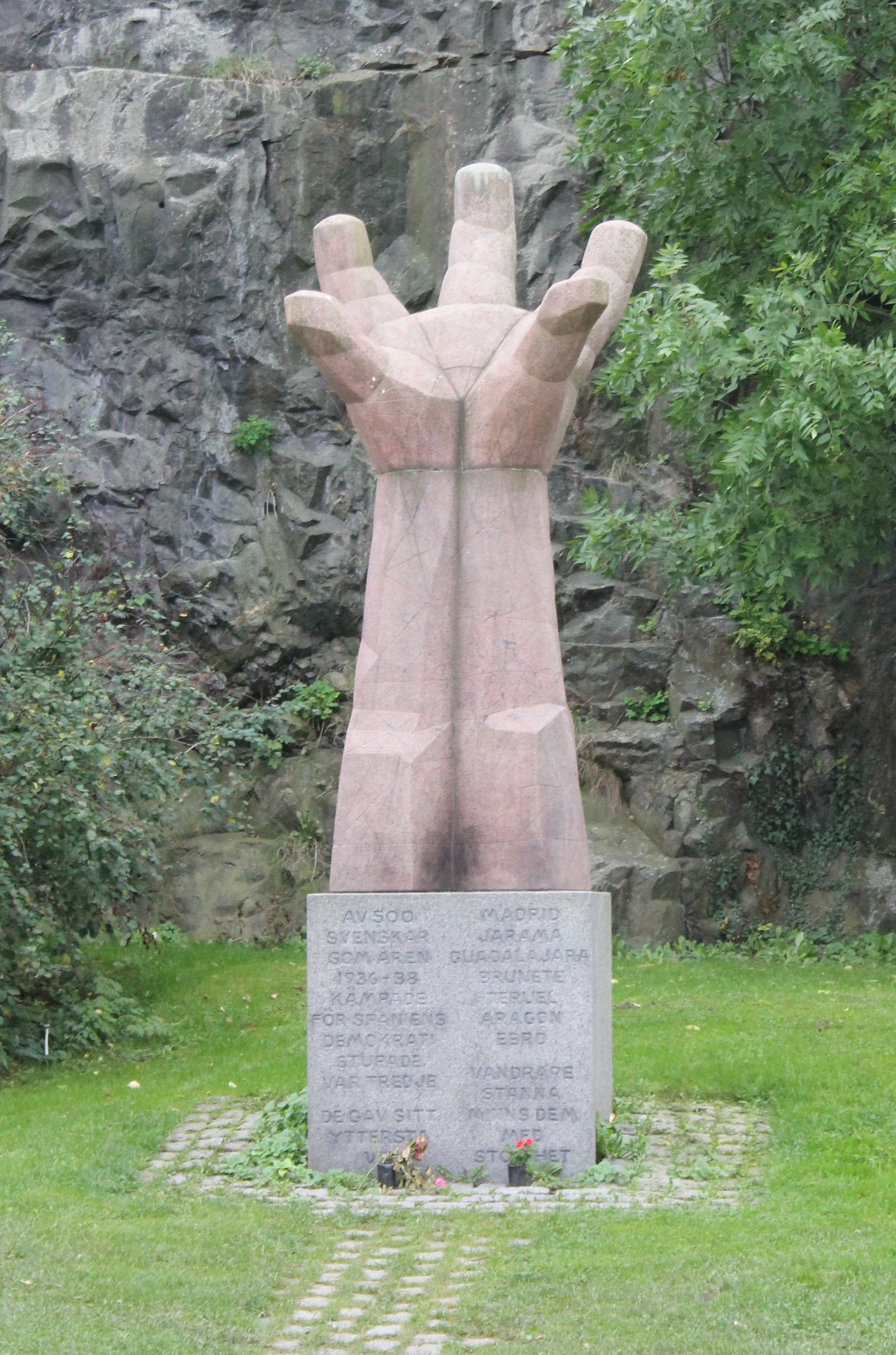
Monumentet La Mano.

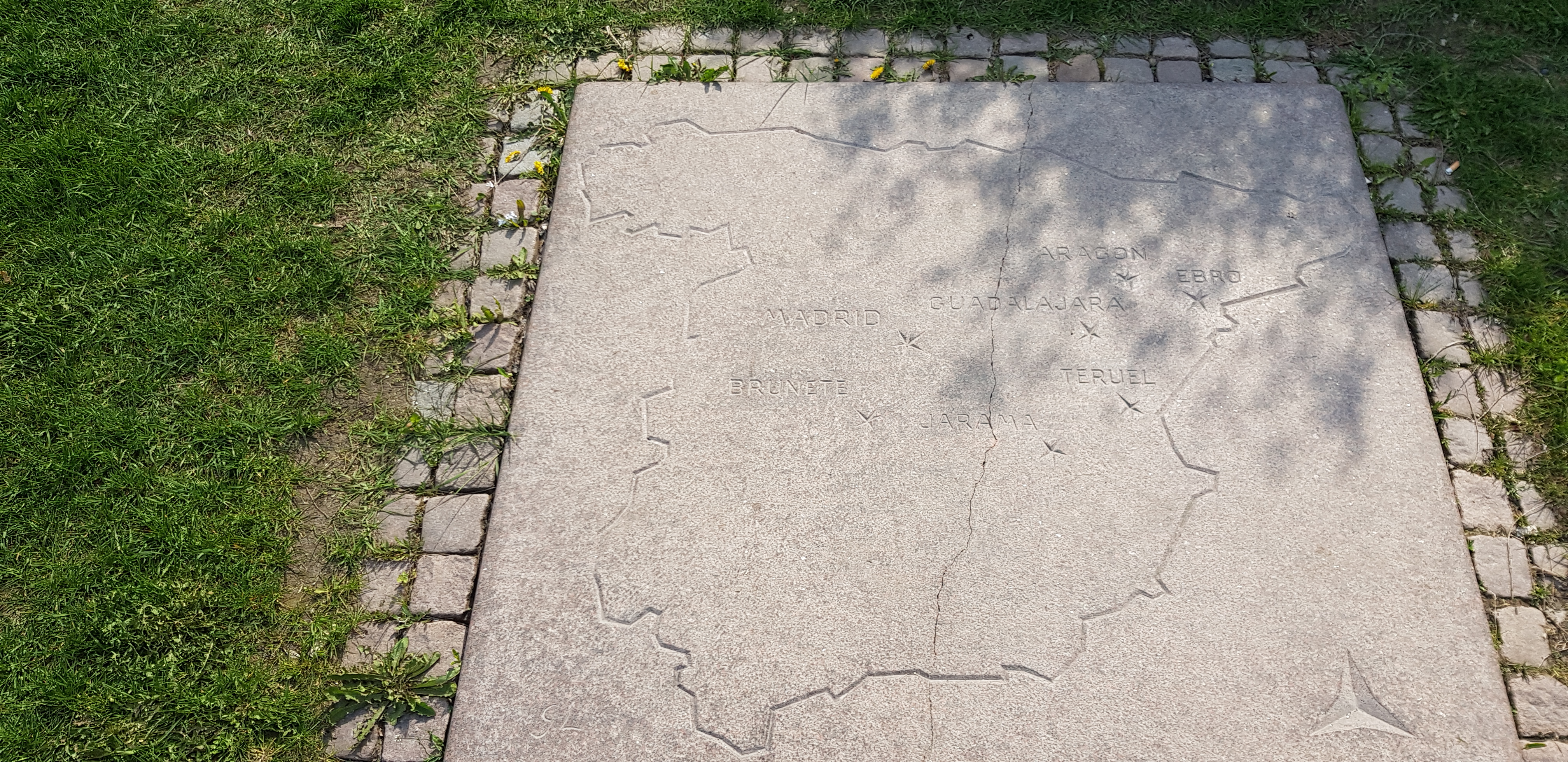
Kartan över stora slag under spanska inbördeskriget, som finns vid La Mano.

La Mano (spanska för 'handen') är ett minnesmärke i Stockholm till minne av de svenskar som dog under det spanska inbördeskriget, varav de flesta stred i Thälmann-bataljonen. Det står intill Katarinavägen på Södermalm. Monumentet är skapat av Liss Eriksson och hugget i röd vångagranit av honom tillsammans med Göran Lange och stod färdigt 1977. Göran Lange har även gjort Spanienkartan i sten som finns på marken bredvid statyn. På den finns de viktigaste slagen ingraverade, och de nämns i citatet på sockeln:
| ”                | Av 500 svenskar som år 1936–38 kämpade för Spaniens demokrati stupade var tredje. De gav sitt yttersta vid Madrid, Jarama, Guadalajara, Brunete, Teruel, Aragon, Ebro. Vandrare, stanna – minns dem med stolthet | „ |
| – Text på statyn | |   |

Denna text skrevs av Sixten Rogeby, själv spanienfrivillig.
I Skövde står en mindre bronskopia av konstverket.